# اریک ششم دانمارک
اریک ششم دانمارک (انگلیسی: Eric VI of Denmark؛ ح. 1274 – 13 november ۱۳۱۹ (۴۴−۴۵ سال)) یک پادشاه دانمارک بود.